# Місто звірів
Місто звірів (ісп. La ciudad de las bestias) — перший роман для молоді чилійсько-американської письменниці Ісабель Альєнде. Опублікований у 2002 році. Історія розгортається в тропічних лісах Амазонки. Walden Media придбала права на екранізацію роману у 2006 році, але жодного фільму досі не було знято.

## Короткий зміст сюжету

### Початок
Місто звірів починається зі знайомства з Александром Колдом, 15-річним хлопцем, який переживає сімейну кризу. Коли його батьки їдуть до Техасу, щоб спробувати лікувати рак його матері, Алекса та його двох сестер відправляють жити до їхніх бабусь. Попри його відчайдушні благання, Алекса відправляють до Нью-Йорка до його ексцентричної бабусі Кейт Колд, авантюристки та репортерки International Geographic Magazine. Після прибуття він з'ясовує, що його бабуся — яка ненавидить, коли її називають «бабусею», і тому реагує лише на своє ім'я — не мала наміру забрати його в аеропорту, що змушує його самостійно шукати дорогу до її квартири. В дорозі він зустрічає Моргану, безпритульну дівчину віком близько 20 років, яка пропонує йому канабіс і краде його рюкзак, у якому були його одяг, його гроші та, що найважливіше, його флейта. Кейт втішає свого онука, даючи йому флейту, яка колись належала його дідові, музикантові Джозефу Колду.
Ледве Алекс починає звикати до нового місця, як Кейт оголошує, що візьме його з собою до тропічного лісу Амазонки на пошуки таємничої істоти, яку просто називають Звір. Невдовзі вони пакують речі та їдуть.

### Прибуття до Амазонки
Коли Алекс і Кейт досягають джунглів, вони приєднуються до решти експедиційної групи, що складається з фотографів з International Geographic, включаючи британського фотографа Тімоті Брюса та його помічника Джоела Гонсалеса; відомого антрополога Людовіка Леблана; прекрасної венесуельської лікарки Омайри Торрес, яка має місію вакцинувати тубільців; Сесара Сантоса, їхнього бразильського гіда; таємничого чоловіка на ім'я Каракаве; співспонсора і жадібного підприємця Мауро Каріаса; капітана Аріосто.
Алекс також подружився з Надією Сантос, дванадцятирічною дочкою Сезара, разом з нею він зустрівся з древнім шаманом Валімаєм, який попередив їх про небезпеку, що наближається, і дав Надії захисне намисто. Незабаром вони підслуховують частини змови між Каріасом і Аріосто. Крім того, зустріч із чорним ягуаром у клітці показує, що великий кіт є тотемною твариною Алекса.

### Експедиція
Група вирушає на човні, подорожуючи вгору по річці до місця призначення в серці джунглів. Усім у групі стає некомфортно, ніби за ними хтось спостерігає. Один із солдатів гине, коли в нього вистрілюють отруєним дротиком. Пізніше на Джоеля Гонсалеса нападає та ледь не вбиває анаконда. Після смерті ще одного солдата, цього разу від рук Звіра, група вирішує відправити кількох людей назад із травмованим Гонсалесом.
Алекс грає на дідовій сопілці, щоб зняти напругу. Незабаром після цього плем'я таємничих Людей туману викрадає його і Надю. Вони та плем'я подорожують далі в ліс і досягають водоспаду, на який вони повинні піднятися, щоб дістатися до Ока світу, села Людей Туману. Це не є особливою проблемою для Алекса завдяки його навичкам скелелазіння, тоді як Надя страждає від страху висоти, тому Алекс допомагає їй подолати страх.
Коли вони досягають вершини, Алекс знову відправляється вниз, щоб врятувати вождя тубільців Мокариту, який упав і був смертельно поранений. Опинившись у безпеці на вершині, вони прибувають до Ока світу, прекрасного тропічного лісу, розташованого серед низки водоспадів і тепуй.

### Люди туману
Алекса та Надю радо зустрічають тубільці, але їхнє щастя затінює смерть Мокарити, якому влаштовують традиційні похорони, під час яких усі приймають галюциногенний наркотик.
Алекс і Надя ініційовані в рід; а в п'ятнадцять років хлопець проходить обряд переходу в зрілість. Під час церемонії відбуваються незвичайні речі: по-перше, Алекс перетворюється на лютого ягуара, його тотемну тварину; по-друге, він отримує видіння своєї матері на її лікарняному ліжку, і він коротко розмовляє з нею; і по-третє, виявляється, що тотемною твариною Надії є орел, який змушує її подолати страх висоти та полетіти на найвищий тепуй, де вона знаходить у гнізді два кришталевих яйця.
Після церемонії Алекс і Надя стають відповідно Ягуаром і Орлом. Шаман Валімай і його духовна дружина ведуть їх відвідати Звірів, які живуть у лігві глибоко в лісі, і вважаються богами для Людей Туману. Ягуар, він же Алекс, правильно припускає, що їх місто є знаменитим Ельдорадо, яке насправді зроблене з пірита та розташоване всередині неактивного вулкана, єдиним входом у який є лабіринт лавових тунелів і печер, наповнених містичними істотами, таких як сліпі білі коти та доісторичний птахоподібний дракон.

### Звірі Амазонки
Після прибуття Алекс і Надя зустрічаються зі Звірами, які виглядають як гігантські лінивці, і функціонують як жива пам'ять племені, запам'ятовуючи довгі епічні поеми, декламовані Валімаєм та його попередниками. Побоюючись захоплення цих стародавніх істот західними вченими, наших героїв попереджають бути обережними з іноземцями, такими як експедиційна група, до якої вони обидва належать. В обмін на захист Звірів вони просять подарунки: Надія — кришталеві яйця, які вона бачила у своєму видінні як орла, і які виявляються гігантськими алмазами; а Алекс — воду життя, щоб врятувати свою матір. Їм обом вдається отримати бажане, але лише відмовившись від того, що для них найцінніше: для Наді — від захисного намиста, подарованого їй Валімаєм; для Алекса — сопілки його діда.
Повернувшись до села, вони виявляють, що його захопила експедиція, включаючи Марау Каріаса і капітана Аріосто. У той момент, коли Надя переконує індіанців зробити щеплення, вони з Алексом розуміють, що вакцини насправді є смертельними дозами вірусу кору, частиною плану Каріаса вбити тубільців Амазонії.
В останній момент вони переконують не проводити щеплення. Каракаве, член експедиції, виявляється офіцером Департаменту захисту корінних народів; його застрелив Аріосто. Індіоси тікають у ліс, коли починається повномасштабна перестрілка. На щастя, це швидко закінчується. Аріосто та його солдати беруть у полон усіх учасників експедиції. Деякі солдати повертаються з важко пораненими Каріасом і доктором Торресом. Вночі Наді та Алексу вдається втекти. Валімая влаштував, щоб решта чоловіків втратили свідомість від запаху двох звірів, які також вбили Аріосто. Плем'я приводить решту експедиції в безпечне місце. Після того, як Люди Туману досягли згоди з іншими членами експедиції (вони захищатимуть цю територію всією силою, впливом і грошима, які тільки зможуть), вони йдуть.

### Остання частина
Зрештою, Орел і Ягуар повинні розлучитися. Надія дає Алексу три кришталевих яйця. За кошти, вторговані від їх продажу, вони сподівалися, що зможуть профінансувати фонд для збереження Ока Світу в безпеці. Алекс каже їй, що найкращим моментом у цій поїздці було знайомство з нею, і вони погоджуються, що залишаться найкращими друзями назавжди.

## Літературне значення та рецепція
Перше враження критиків було розділене між різкою критикою та схваленням. Деякі критики розцінили роман як захопливе читання та гарну першу спробу дитячої книжки, тоді як інші відзначають його повільний початок і нудну, дещо непереконливу мову в перекладі.
Місто звірів перекладено понад 40 мовами.

## Нагороди та номінації
- Огляд книги у Chronicle (San Francisco) за 17 листопада 2002 року: один із найкращих молодіжних науково-фантастичних романів 2002 року[5]
- Book Magazine Best of 2002 включив твір у список для молоді[5]
- Журнал Time вніс у 100 найкращих книг для молоді всіх часів[6]

## Продовження
Орел і Ягуар знову зустрічаються в сиквелах Королівство золотого дракона і Ліс пігмеїв.